# Kosmos 2411
Kosmos 2411, ruski navigacijski satelit (globalno pozicioniranje) iz programa Kosmos. Vrste je GLONASS (Glonass br. 796, Uragan br. 796). 
Lansiran je 26. prosinca 2004. godine u 13:53 s kozmodroma Bajkonura (Tjuratam) u Kazahstanu. Lansiran je u srednje visoku orbitu oko planeta Zemlje raketom nosačem Proton-K/Blok DM-2 8K72K. Orbita mu je 19108 km u perigeju i 19151 km u apogeju. Orbitna inklinacija mu je 64,83°. Spacetrackov kataloški broj je 28508. COSPARova oznaka je 2004-053-A. Zemlju obilazi u 675,71 minutu. Pri lansiranju bio je mase kg.
Još dva Glonassa lansirana su u ovoj misiji. Više dijelova iz ove misije odvojilo se i vratilo se u atmosferu, a blok rakete nosača i kruži u srednjoj orbiti.

## Vanjske poveznice
- Glonass Constellation Status (engl.)
- N2YO.com Search Satellite Database (engl.)
- Celes Trak SATCAT Format Documentation (engl.)
- Kunstman  Arhivirana inačica izvorne stranice od 12. kolovoza 2019. (Wayback Machine) Satellites in Orbit (engl.)